# Rewolucyjna Międzynarodówka Komunistyczna
Rewolucyjna Międzynarodówka Komunistyczna (ang. Revolutionary Communist International) – międzynarodowy ruch bazujący na teorii marksizmu i praktyce ruchu pracowniczego ostatnich 150 lat, a szczególnie pierwszych czterech kongresów Kominternu, kongresu założycielskiego Czwartej Międzynarodówki, tradycji bolszewizmu i brytyjskiej grupy „Militant”, współzałożonej przez Teda Granta. Powstała w 1991 roku po tym, jak Ted Grant i Alan Woods (wraz z grupą innych aktywistów) zostali usunięci z Komitetu na rzecz Międzynarodówki Robotniczej (CWI). RMK posiada swoje sekcje w ponad 50 krajach oraz szereg grup i osób sympatyzujących w wielu innych, w tym także i w Polsce. W latach 1991-2024 organizacja była znana jako Międzynarodowa Tendencja Marksistowska. 
Początkiem 2024 organizacja zadeklarowała zamiar przeorganizowania się pod nową nazwą - Rewolucyjna Międzynarodówka Komunistyczna. Zostało to ostatecznie zatwierdzone na kongresie światowym we Włoszech w czerwcu 2024 roku.

## Cele i metody działania
Celem istnienia RMK jest walka o socjalizm, tak jak był on definiowany przez Karola Marksa i Fryderyka Engelsa. Idee RMK bazują także m.in. na koncepcjach Lwa Trockiego rozwijanych po jego śmierci m.in. przez zmarłego w 2006 Teda Granta. Aktywiści tej organizacji zdecydowanie potępiają totalitaryzm radziecki, który uważają za zdradę ideałów socjalistycznych dokonaną przez biurokrację przewodzoną przez Stalina (popierają jednak rewolucję październikową, którą uważają za jeden z największych ruchów masowych w historii świata).
Cechą charakterystyczną MTM przed refundacją jako RMK było propagowanie idei marksistowskich w tak zwanych „tradycyjnych organizacjach ruchu pracowniczego”, za które aktywiści i teoretycy RMK uznawali tradycyjne partie robotnicze (np. Partia Pracy w Wielkiej Brytanii czy Francuska Partia Komunistyczna oraz francuska Partia Socjalistyczna), związki zawodowe, organizacje młodzieżowe etc. Mimo powszechnego podejmowania taktyki entryzmu komuniści z RMK posiadali równoległe struktury zewnętrzne, z których po zerwaniu z tą taktyką rozpoczęli budowanie niezależnych partii o jednolitym nazewnictwie i symbolice, zajmujące się wcześniej głównie edukacją teoretyczną działaczy oraz propagowaniem idei organizacji. Wraz z zerwaniem z entryzmem partie te zaczęły wystawiać kandydatów w wyborach m.in. w Wielkiej Brytanii, choć już wcześniej robiły to np. we Włoszech, czy Pakistanie.
Głównym instrumentem propagowania idei RMK jest strona In Defence of Marxism oraz strony internetowe, podcasty i periodyki poszczególnych sekcji, m.in. wydawany w językach angielskim, hiszpańskim i arabskim „In Defence of Marxism” czy publikowany w Wielkiej Brytanii i Stanach Zjednoczonych „The Communist” (wcześniej znany jako „Socialist Appeal”). Gazeta sekcji polskiej nosi tytuł „Rewolucja” (do marca 2025 - „Czerwony Głos”) i jest wydawana od 2022 roku. Ponadto sekcje organizacji publikują podcasty i nagrania prelekcji, zwłaszcza podczas zjazdów i „szkół”, których celem jest edukacja w zakresie marksizmu. To właśnie te periodyki odróżniają aktywistów RMK jako odrębny nurt polityczny wewnątrz organizacji pracowniczych i młodzieżowych w krajach, gdzie posiada ona sekcje. Niektóre sekcje publikują także nastawione na edukację polityczną pisma zajmujące się teorią marksizmu oraz pomniejsze broszury.
Latem 2023 sekcje ówczesnej MTM na całym świecie rozpoczęły kampanię rekrutacyjną pt. „Jesteś komunistą/marksistą? Organizuj się!” opartą m.in. na plakatowaniu i stoiskach na uczelniach wyższych.
W swoich działaniach RMK przywiązuje dużą wagę do edukacji teoretycznej. Strategie, taktyki i program podlegają dyskusji na zjazdach krajowych sekcji oraz kongresie światowym, który odbywa się raz na dwa lata i jest najwyższą władzą organizacji. Kongres światowy wybiera także Międzynarodowy Komitet Wykonawczy oraz Sekretariat Międzynarodowy z siedzibą w Londynie.
Obecnie RMK ma najsilniejsze sekcje w Pakistanie (gdzie posiadała do 2008 reprezentację parlamentarną oraz kieruje pracami największej organizacji studenckiej w Kaszmirze), Hiszpanii (gdzie jej członkowie stworzyli i kierują największą organizacją studencką Sindicato de Estudiantes), Włoszech, Meksyku i Wenezueli oraz Wielkiej Brytanii. Z inicjatywy czołowego teoretyka RMK Alana Woodsa w grudniu 2002 roku powstała także kampania solidarnościowa z rewolucją wenezuelską – Hands Off Venezuela, która działała w kilkudziesięciu krajach i m.in. doprowadziła do uznania nowej centrali związkowej UNT oraz poparcia rewolucji wenezuelskiej przez brytyjski Kongres Związków Zawodowych. Obecnie jednak RMK stoi na stanowisku, że rewolucja boliwariańska została zdradzona przez Nicolása Maduro.
Teoretycy RMK analizują także kwestie historyczne, zagadnienia teorii marksizmu, sztuki, relacji współczesnej nauki do idei materializmu dialektycznego etc. Rezultaty tych analiz są publikowane w postaci książek: m.in. „Reason in Revolt – Marxist philosophy and modern science” (1995), „Russia – from revolution to counter-revolution” (1997), „Bolshevism – the road to revolution” (1999) oraz wiele innych (patrz poniżej). IMT publikuje także wznowione wydania klasyków marksizmu, m.in. opatrzoną przedmowami wnuka Trockiego Estebana Wołkowa serię prac tego teoretyka marksizmu.
Niektóre książki publikowane przez RMK (w języku angielskim, dostępne są również tłumaczenia na inne języki):
- Grant E., Woods A.: „Reason in revolt – Marxist philosophy and modern science” (1995), WellRed Publications, Londyn.
- Grant E.: “Russia – from revolution to counterrevolution” (1997), WellRed Publications, Londyn.
- Khan, L.: “Partition – can it be undone” (2001), WellRed Publications, Londyn.
- Sewell, R.: “In the cause of Labour – history of British labour movement” (2005), WellRed Publications, Londyn.
- Woods A.: “Bolshevism – the road to revolution” (1999), WellRed Publications, Londyn.